# Буранбаева, Сара Абдулхаевна
Сара́ Абдулха́евна Буранба́ева (баш. Буранбаева Сара Абдулхай ҡыҙы; род. 24 июня 1967, Альмухаметово, Башкирская АССР) — театральная актриса. Народная артистка Башкортостана (2009), член Союза театральных деятелей России (2007).

## Биография
Буранбаева Сара Абдулхаевна родилась 24 июня 1967 года в д. Альмухаметово Абзелиловского района Башкирской АССР.
В 1989 году окончила Уфимский институт искусств (курс А. К. Лощенкова). По окончании института работала в Национальном молодёжном театре Республики Башкортостан, с 1998 года — в Башкирском государственном академическом театре драмы им. М. Гафури.

## Роли в спектаклях
Кинья («Иҙеүкәй менән Мораҙым» — «Идукай и Мурадым» М. А. Бурангулова; дебют, 1990), Нурия («Ҡатын-ҡыҙҙың ҡырҡ сыраһы» — «Сорок свечей надежд моих» Ф. М. Булякова), Назира («Ҡыпсаҡ ҡыҙы» — «Дочь степей» А. Ш. Ягафаровой), Хумай («Урал батыр» — «Урал-батыр» Г. Г. Шафикова) и др. Мастерством перевоплощения, драматизмом отличалась одна из значительных ролей актрисы на сцене Национального Молодёжного театра — Зойка-Зайнаб («Мөхәббәт исемлеге» — «Реестр любви» Булякова). Роли в кино- и телефильмах: Сания («Миҙал» — «Медаль», 2000), Гадиля («Ай ҡыҙы» — «Дочь Луны», 2001, 2002; оба — ГТРК «Башкортостан»), Младшая мать («Оҙон-оҙаҡ бала сак» — «Долгое-долгое детство», к/ст «Башкортостан», 2005), Сарвара («Маҡтымһылыу, Әбләй һәм ҡара юрға» — «Мактымсылу, Аблай и кара юрга»), Танкабике («Ай тотолған төндә» — «Затмение»), Умульхаят («Ахметзаки Валиди Тоган» — «Әхмәтзәки Вәлиди Туған»), Римма («Женская сюита» — «Мин — ҡатын-ҡыҙ»), Фагиля («Шауракэй» — «Шәүрәкәй»), Сабира («Камень одиночества» — «Яңғыҙҙар ташы»), Гульшат («Два сновидения» — «Ике төш»), 2-я («Юсуф и Зулейха» — «Йософ һәм Зөләйха»), Тансылу («Прости меня!» — «Ғәфү ит мине!»)

## Награды и звания
- Заслуженная артистка Республики Башкортостан (1994)
- Народная артистка Республики Башкортостан (2009)